# 코르 캐쉬
코르 캐쉬(1995년 2월 7일 ~)는 대한민국의 가수다. 2018년 싱글 《리기리 (Feat. Ja Mezz)》로 데뷔했다.

## 학력
- 평택중학교 졸업
- 이충고등학교 졸업

## 방송
- 쇼미더머니 6 (2017) - 3차 예선 탈락
- 쇼미더머니 777 (2018)
- 쇼미더머니 8 (2019) - Top54
- 쇼미더머니 9 (2020)
- 드랍더비트 (2022) - Top10(6위)